# 沙泽勒叙里昂
沙泽勒叙里昂（法語：Chazelles-sur-Lyon，法語發音：[ʃazɛl syʁ ljɔ̃]），法国东部城市，奥弗涅-罗讷-阿尔卑斯大区卢瓦尔省的一个市镇，隶属于蒙布里松区，其市镇面积为20.91平方公里，2022年1月1日时人口数量为5,507人，在法国城市中排名第2,044位。
沙泽勒叙里昂位于卢瓦尔省东部，夸斯河右岸，其东侧与罗讷省接壤，是一个区域性的中心城市。沙泽勒叙里昂因当地近现代的制帽业而闻名，被称为“圆顶帽之都”（Capitale du Chapeau feutre）。

## 地名来源
根据里昂市政图书馆官方网站的回复，“Chazelles”一名意为“小房子”，最初于1224年被记载；“-sur-Lyon”则因当地与里昂的密切历史联系有关，后者自1801年起成为当地官方名称的一部分。
法国大革命期间，沙泽勒叙里昂曾被更名为Chazelles-la-Victoire。

## 历史

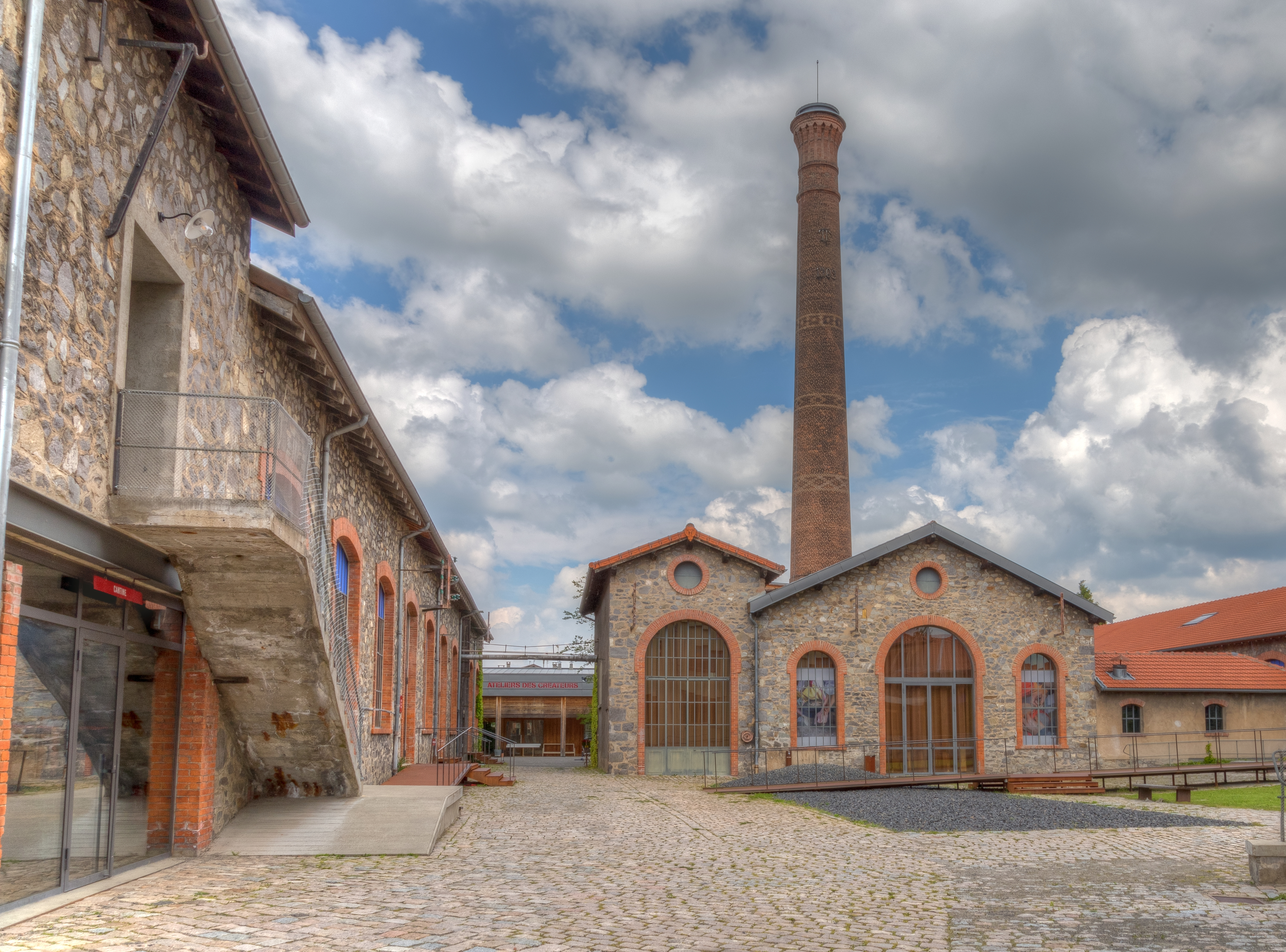
沙泽勒制帽厂旧址

沙泽勒叙里昂的早期历史尚不清楚，古典时期一条连接里昂的道路由此通过。12世纪时，福雷伯爵曾在此建造了一处城堡。根据当地官方网站的论述，沙泽勒叙里昂最初于公元1224年被提及。16世纪以来，沙泽勒境内出现了制帽作坊。法国大革命后，沙泽勒成为一个罗讷-卢瓦尔省的一个市镇，该省于1793年一分为二，沙泽勒被划入卢瓦尔省内。工业革命期间，得益于生产技术的提高，沙泽勒叙里昂的制帽业得到机械化生产，鼎盛时期当地有两千名帽厂工人，沙泽勒叙里昂也因此被称为“圆顶帽之都”。途径沙泽勒叙里昂的里昂—蒙布里松铁路于1872年建成，后于1938年部分停运。二战后，沙泽勒叙里昂的制帽业逐渐衰落，当地最后一家传统制帽厂于1975年关闭，原有的厂房被改造为博物馆。
在行政区划方面，在1925至2015年间为沙泽勒叙里昂县的县治。

## 地理

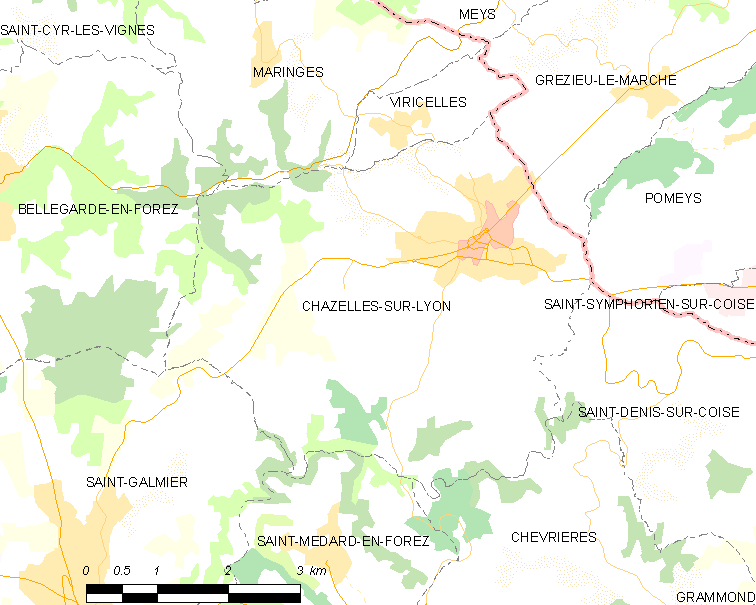
沙泽勒叙里昂市镇范围地图

沙泽勒叙里昂位于法国东部偏南，奥弗涅-罗讷-阿尔卑斯大区中部偏西和卢瓦尔省东部，距离省会圣艾蒂安大约30公里。与沙泽勒叙里昂接壤的市镇包括：马兰日、舍夫里耶尔、夸斯河畔圣但尼、福雷地区贝勒加德、福雷地区圣梅达尔、圣加尔米耶、格雷济约勒马尔谢、波梅和维里塞勒。

### 地形
沙泽勒叙里昂位于法国中央高原东部，里昂山脉西侧，境内以浅丘为主，市镇中心位于一处高地之上，全境海拔在414到631米之间。

### 水文
沙泽勒叙里昂位于卢瓦尔河流域范围内，夸斯河和L'Anzieux自东向西分别流经市镇南界和北界。

### 植被
沙泽勒叙里昂属于温带阔叶混交林区，林地多分布于河流及坡地地带，市中心的玛格丽特·拉克鲁瓦公园（Parc Marguerite Lacroix）是当地主要的城市绿地。
在鲜花城市的评比中，沙泽勒叙里昂被评为1星级鲜花城市。

### 气候
沙泽勒叙里昂在柯本气候分类法中属于温带海洋性气候（Cfb）。

## 行政区划
沙泽勒叙里昂的市镇编号为42059，邮政编号为42140。
在行政管理方面，沙泽勒叙里昂隶属于法国奥弗涅-罗讷-阿尔卑斯大区卢瓦尔省蒙布里松区；在地方选举方面，沙泽勒叙里昂隶属于弗尔县，其市镇范围全境被划入卢瓦尔省第六选区；在社会管理方面，沙泽勒叙里昂是东福雷市镇公共社区的组成部分。
截至2024年2月，沙泽勒叙里昂市镇范围内暂无任何城市敏感街区及城市政策优先街区。
法国国家统计与经济研究所（简称）在进行数据统计时，将沙泽勒叙里昂及相邻的另外一个市镇设为沙泽勒叙里昂城市核心区（Unité urbaine de Chazelles-sur-Lyon），未将沙泽勒叙里昂划入任何城市区（Aire urbaine）。自2020年起，沙泽勒叙里昂城市区被划入包含两个市镇的沙泽勒叙里昂城市辐射区。此外，还将沙泽勒叙里昂市镇整体看作一个“块区”（IRIS），以便于统计人口分布情况。

## 交通

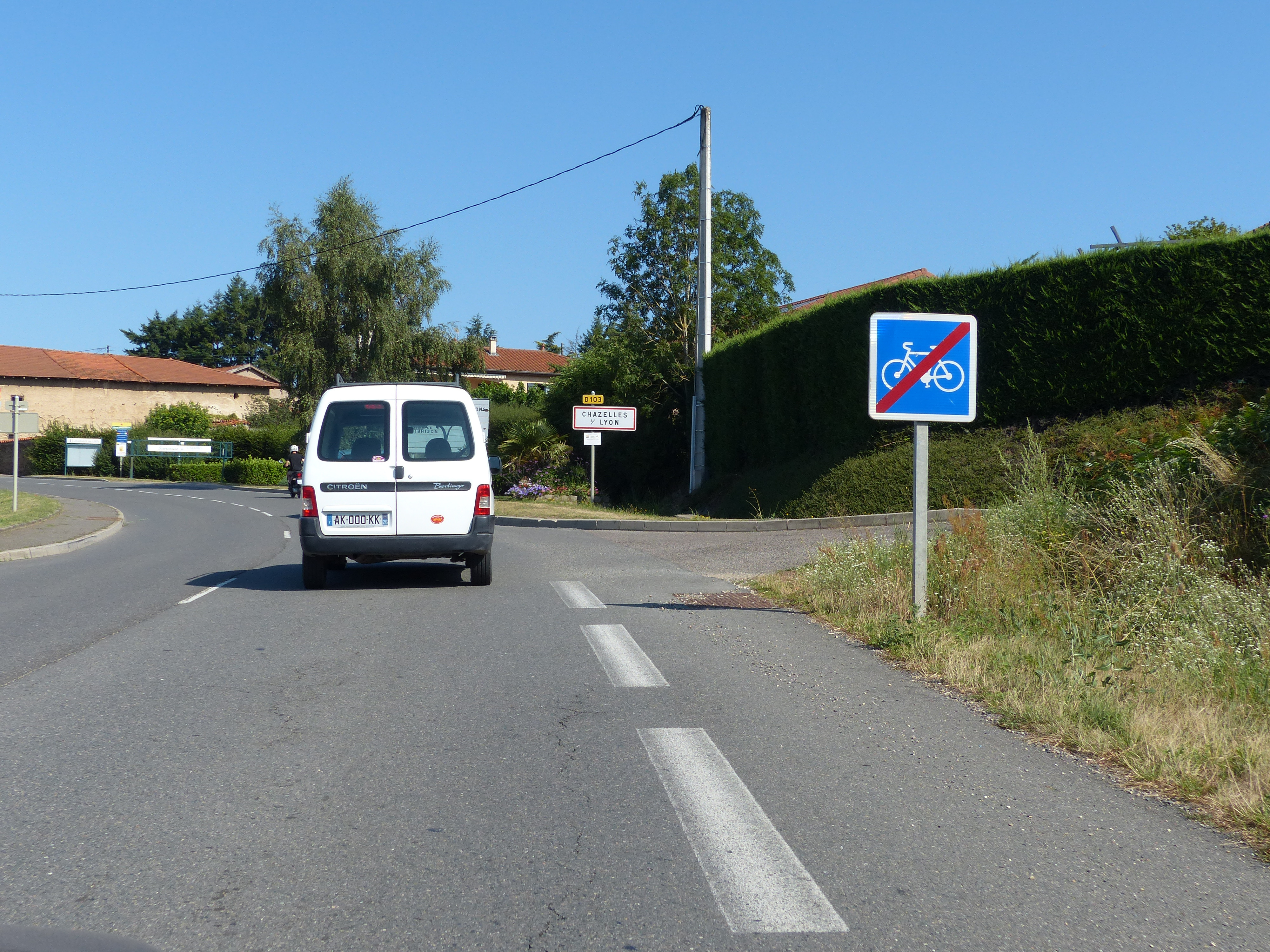
省道D103线

### 公路
卢瓦尔省省道D11线、D12线、D12.2线和D103线在沙泽勒叙里昂境内交汇。奥弗涅-罗讷-阿尔卑斯城际巴士（商业名称为）下属的L35线停靠沙泽勒叙里昂，可直通蒙布里松及蒙特龙莱班。
2020年，75.7%的沙泽勒叙里昂家庭拥有至少一辆私人汽车。2021年，沙泽勒叙里昂境内共发生各类交通事故3起，造成4人受伤，其中3人重伤。
| 7 | 17 |

| 9b | 19 |

| 圣艾蒂安 | 33 |

| 昂德雷济约 | 20 |

| 日沃尔 | 39 |

| 圣加尔米耶 | 10 |

| 蒙布里松 | 28 |

| 蒙特龙莱班 | 14 |

### 铁路
沙泽勒叙里昂位于里昂—蒙布里松铁路上，该铁路沙泽勒叙里昂附近的路段已于1938年关闭。
距离沙泽勒叙里昂最近的运营中的客运铁路车站为12公里外的蒙龙莱班站，该站停靠往返于圣艾蒂安和罗阿讷一线的区域列车。

### 航空
沙泽勒叙里昂距离圣艾蒂安卢瓦尔机场的公路里程大约19公里。

### 城市公共交通
截至2024年2月，沙泽勒叙里昂暂无城市公共交通系统。

## 政治

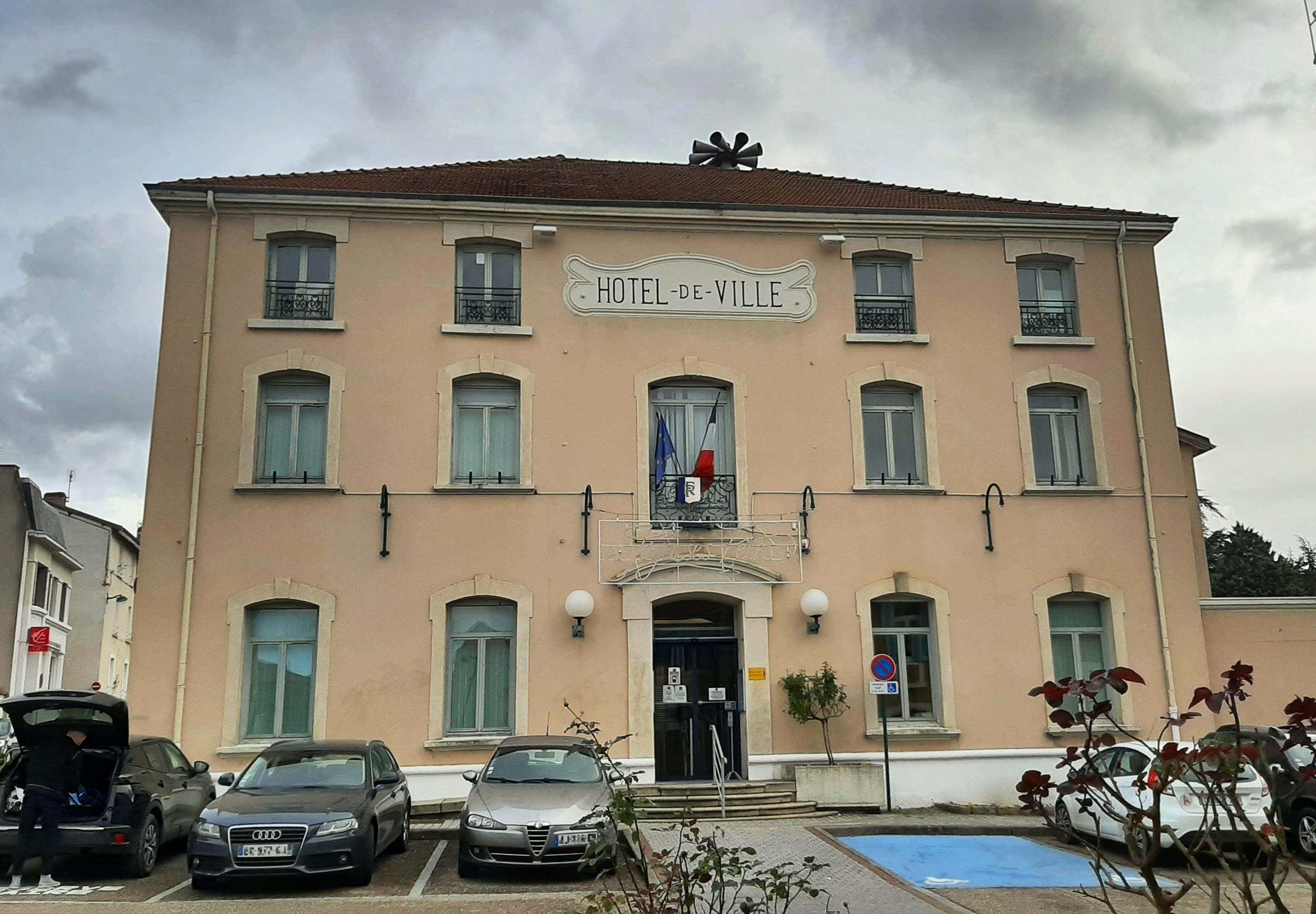
沙泽勒叙里昂市政厅

沙泽勒叙里昂的现任市长为皮埃尔·韦里塞尔先生（Pierre VERICEL），他是一名右翼无党派人士，在2020年的市政选举中获得了65.13%的支持率。
在2022年的法国总统大选的第二轮选举中，法国第25任总统埃马纽埃尔·马克龙在沙泽勒叙里昂获得了55.96%的支持率。

## 人口
2020年，沙泽勒叙里昂市镇人口数量为5,436，在法国排名第2,044位。其中男性2,634人，女性2,802人，75岁及以上人口占11.8%，外籍人口数量为104人，人口密度为260人/平方公里，当地居民被称为（男性）或（女性）。Nssces(2022)年，沙泽勒叙里昂境内出生47人，死亡人口69人。
| 沙泽勒叙里昂1901年－2021年人口变化情况 |
|                                        |
| 数据来源：Cassini、INSEE               |

## 经济

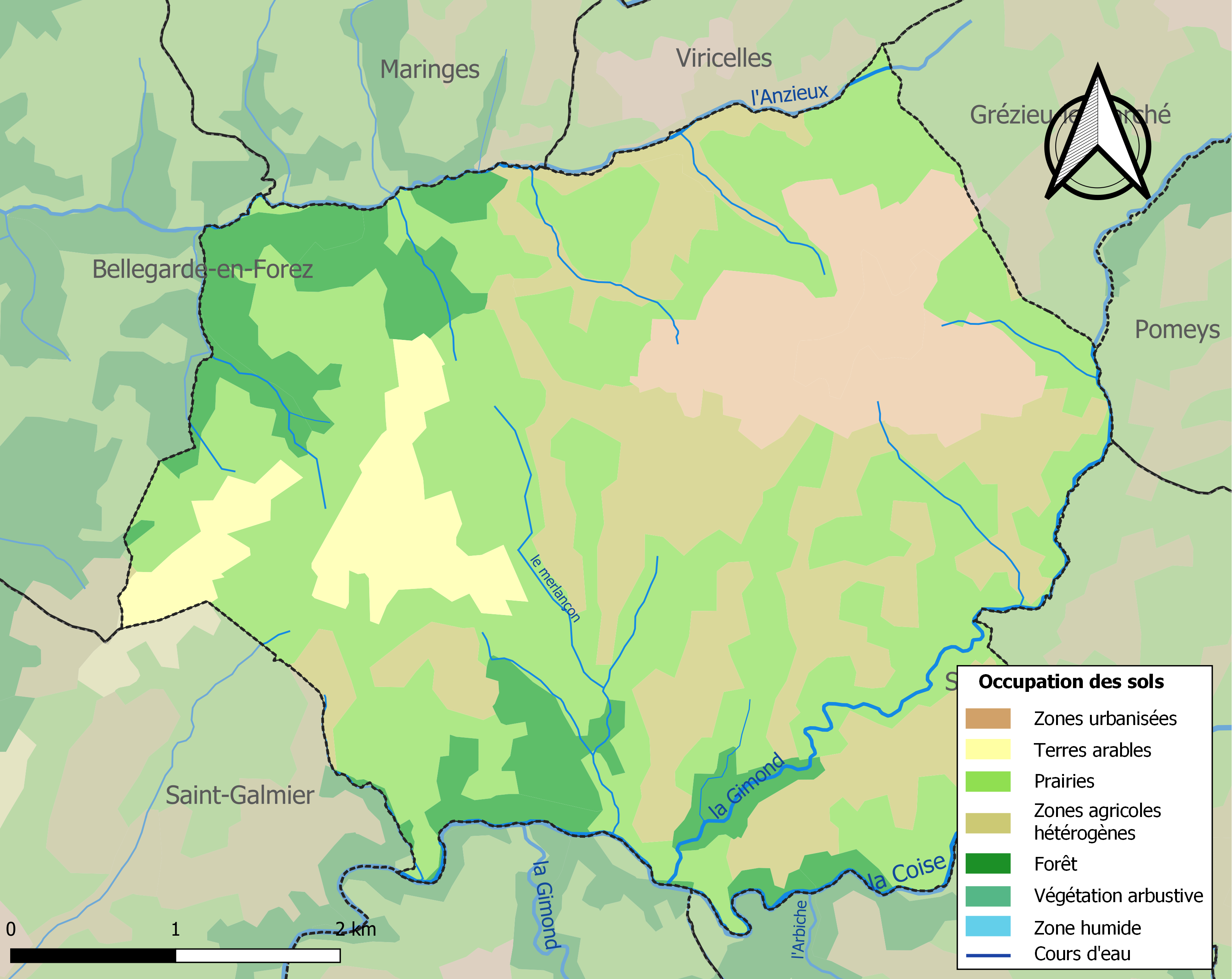
沙泽勒叙里昂土地利用情况地图

沙泽勒叙里昂是一个区域性的中心城市。截至2024年2月，沙泽勒叙里昂市镇范围内共有各类用人单位（包含自雇）747家，平均历史为18年，其中99.27%为中小型企业（PME），2023年12月至2024年2月间，当地的经济活力指数为0。（汽车电子设备制造）、（房屋装潢工程）及（管道工程）是当地2021年营业额最高的三个企业，分别为51,952,390欧元、9,443,309欧元和6,252,609欧元。

## 财政与居民收入
2021年，沙泽勒叙里昂的财政收入总额为5,455,350欧元，财政支出总额为4,149,510欧元，当年的债务总额为6,259,080欧元。 2021年，沙泽勒叙里昂市镇通过增值税获得164,630欧元的收入，此外当地还共获得了452,100欧元的国家直接财政补助。
| 沙泽勒叙里昂居民收入情况                         | 沙泽勒叙里昂居民收入情况 | 沙泽勒叙里昂居民收入情况 | 沙泽勒叙里昂居民收入情况 |
| 内容                                             | 沙泽勒叙里昂             | 法国                     | 统计年份                 |
| ------------------------------------------------ | ------------------------ | ------------------------ | ------------------------ |
| 征税家庭总数                                     | 2,526                    | 1,081（法国市镇平均）    | 2022年                   |
| 居民平均月收入                                   | 2,108欧元                | 2,435欧元                | 2022年                   |
| 高级职员人均月收入                               | 3,648欧元                | 4,331欧元                | 2021年                   |
| 中级职员人均月收入                               | 2,337欧元                | 2,470欧元                | 2021年                   |
| 普通职员人均月收入                               | 1,724欧元                | 1,801欧元                | 2021年                   |
| 贫困率                                           | 11%                      | 14.5%                    | 2020年                   |
| 青壮年（15至64岁）失业率                         | 9.8%                     | 7.4%                     | 2020年                   |
| 征税家庭数量占比                                 | 41.1%                    | 45.5%                    | 2020年                   |
| 家庭年均纳税                                     | 2,058欧元                | 4,393欧元                | 2022年                   |
| 资料来源：INSEE、L'Internaute、Le Journal du Net |                          |                          |                          |

## 社会事务

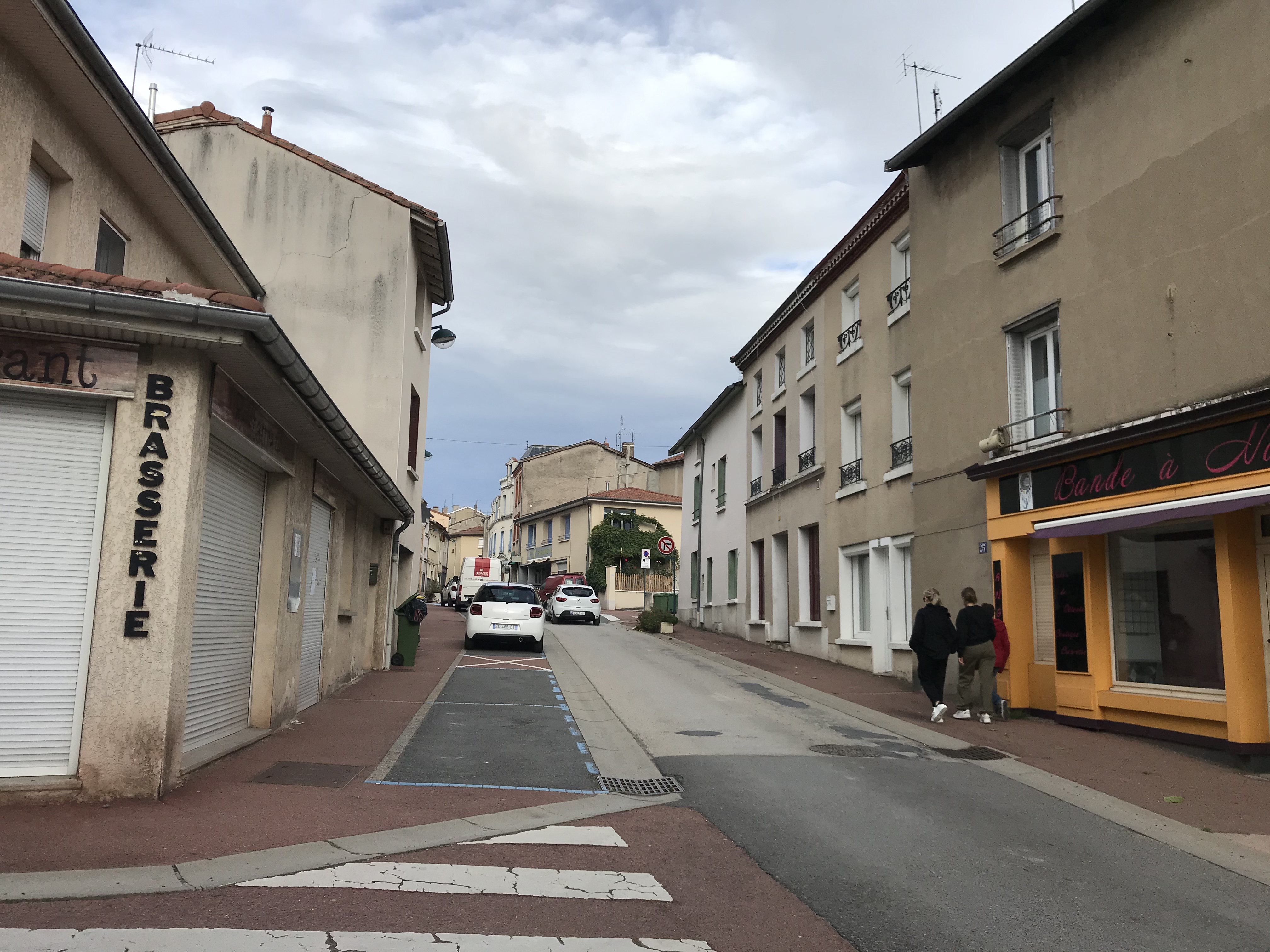
马克斯·弗莱谢街

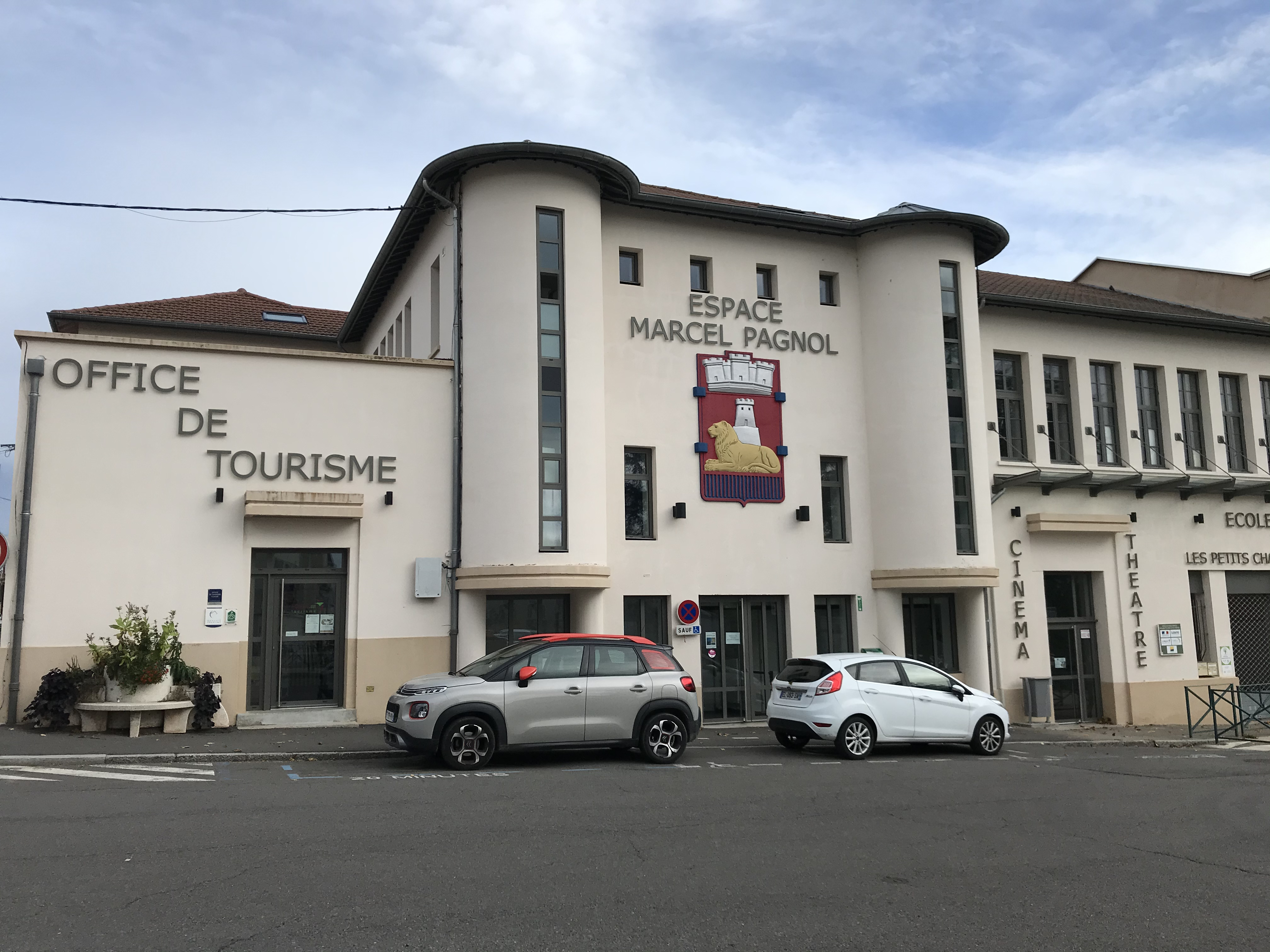
马塞尔·帕尼奥尔文化中心

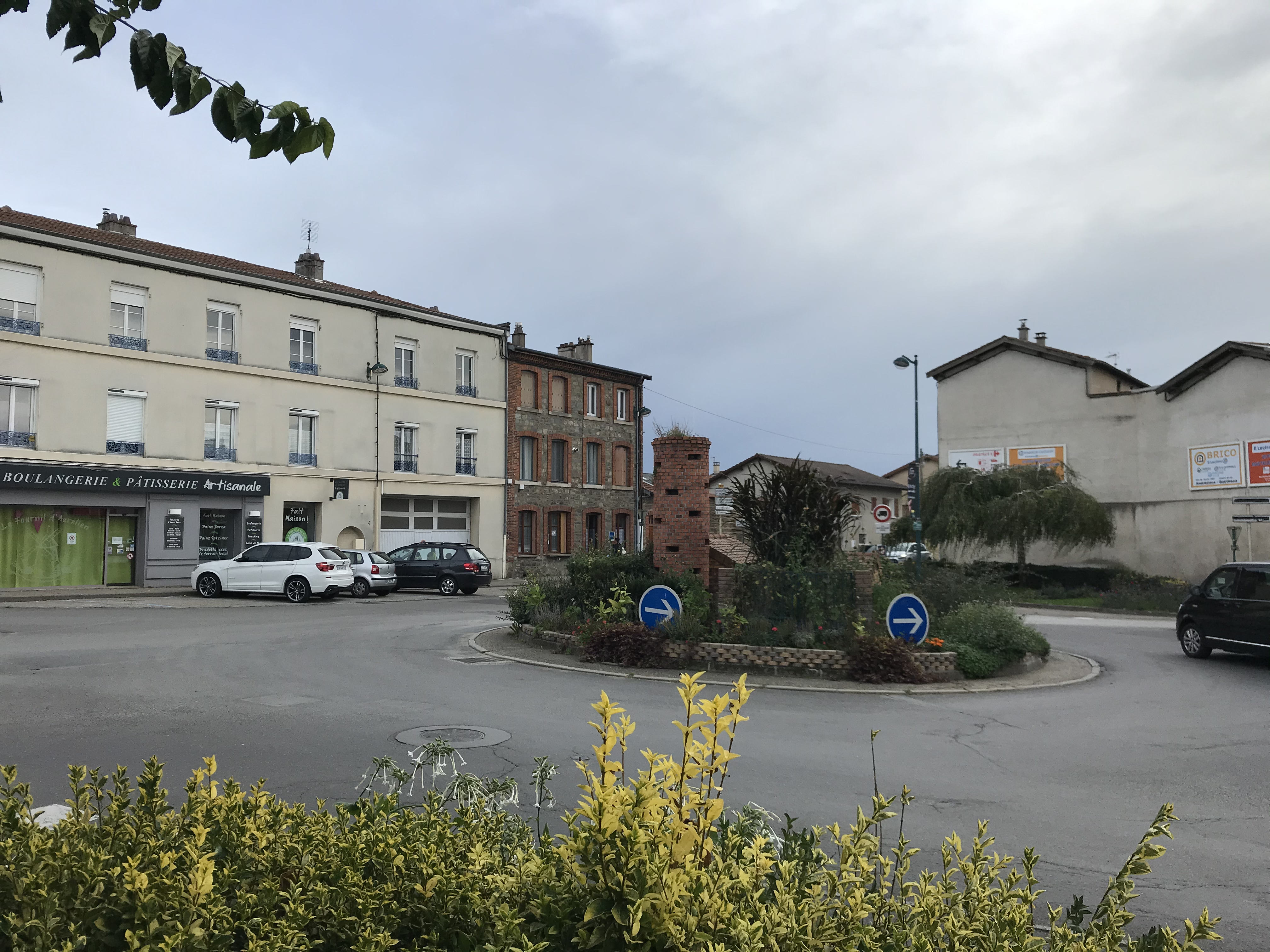
城门广场环岛

### 教育
沙泽勒叙里昂属于里昂学区。截至2021年1月1日，沙泽勒叙里昂境内共有0所幼儿园、2所小学、2所初级中学、1所普通高中和1所职业高中。 2021至2022学年度，沙泽勒叙里昂境内共有在校中等教育阶段学生1,732名。

### 医疗
截至2021年1月1日，沙泽勒叙里昂境内共有全科医生11名、保健师8名、牙医3名、护士8名和助产士2名。境内共有药房3家、养老院1家、残疾人帮扶中心1家。
距离沙泽勒叙里昂最近的区域性医疗机构为里昂山中心医院（Centre Hospitalier des Monts du Lyonnais），其下属的夸斯河畔圣桑福里安病区距离沙泽勒叙里昂市区的正常车程大约10分钟，该院设有床位162个。

### 住房
2020年，沙泽勒叙里昂境内共有各类住房2,836套，其中57.2%为独立式住宅，42.6%为集中式住宅。常住房屋占沙泽勒叙里昂市镇范围内居民建筑总量的88.9%。
在住房保障政策方面，2022年，沙泽勒叙里昂境内共有426户家庭获得了住房经济补助，受益人数占总人口数量的8.2%，其中401份为房租补助。

### 商业
2021年，沙泽勒叙里昂境内共有各类实体商铺123家，其中餐厅12家、大型超市1家、面包房4家、肉铺3家、书店2家、银行门店3家、美容美发店6家、汽车维修店12家。沙泽勒叙里昂西部建有开放式商业街区，有Intermarché、Gifi、Gamm Vert等购物超市。

### 体育
2021年，沙泽勒叙里昂境内共有2间体育馆、2座综合体育场、2处网球场、2处足球或橄榄球场以及1处篮球或排球场。
截至2024年2月，昂济约俱乐部（Anzieux-Foot，编号560559）是沙泽勒叙里昂境内唯一的一家注册足球俱乐部，该足球队成立于2018年，其主队2023至2024赛季参加卢瓦尔省足球联赛甲组（法国第九级别），其主场为贞德球场（Stade Jeanne d'Arc）。

### 环境
沙泽勒叙里昂的环境事务由其所属的东福雷市镇公共社区联合各级政府协调负责。2021年，沙泽勒叙里昂境内共有6家污染企业。

### 治安
2021年，沙泽勒叙里昂市镇范围内有1处宪兵队。
沙泽勒叙里昂及其附近的共136个市镇是蒙布里松国家宪兵队（zone gendarmerie de Montbrison）的管辖范围。2020年，该宪兵队累计记录各类案件4,666起，其中盗窃类案件2,169起，经济类案件908起，毒品交易类案件216起。

## 文化

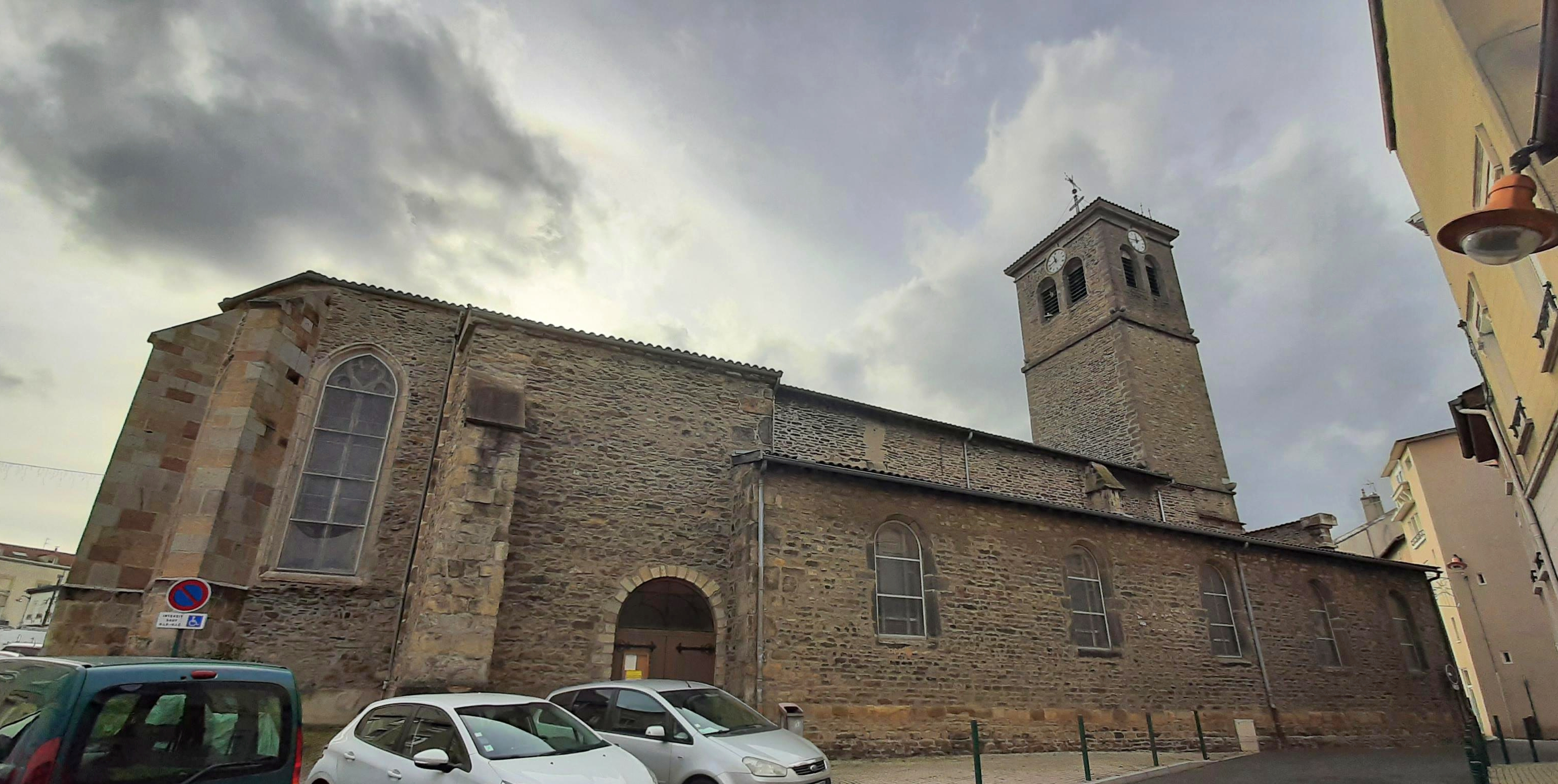
圣米歇尔教堂

2021年，沙泽勒叙里昂境内有1家博物馆。沙泽勒叙里昂境内建有多媒体中心（Médiathèque），每周一、三、五、六向公众开放。

### 建筑
沙泽勒叙里昂境内有多处历史建筑，其中制帽作坊博物馆为法国国家文物保护单位，圣米歇尔教堂（Église Saint-Michel de Chazelles-sur-Lyon）是当地的地标性建筑物。

### 旅游
沙泽勒叙里昂的旅游事务由其所属的东福雷市镇公共社区联合各级政府协调负责。2023年，沙泽勒叙里昂境内共有1家酒店共计12间房间；另有1个露营地，可容纳共37辆露营车。

### 媒体
法国主要的媒体均可在沙泽勒叙里昂接收，法国电视三台下属的奥弗涅-罗讷-阿尔卑斯大区频道在部分时段播出沙泽勒叙里昂所在卢瓦尔省的地方新闻。《进步报》、蓝色法兰西奥弗涅地区广播、蓝色法兰西圣艾蒂安广播、Scoop广播、卢瓦尔省电视台等为当地主要的地方性媒体。

## 相关人物
法国政治家、现任新阿基坦大区主席阿兰·鲁塞出生于沙泽勒叙里昂。

## 友好城市
截至2024年2月，沙泽勒叙里昂共与两座城市建立了友好城市关系：
- 德国 下格鲁彭巴赫
- 義大利 耶拉戈和奥拉戈